# Melzerus difficilis
Melzerus difficilis là một loài bọ cánh cứng trong họ Cerambycidae.